# House of Cards (Radiohead)
House of Cards è un singolo dei Radiohead, estratto dall'album In Rainbows. La canzone fu pubblicata nel maggio del 2008 come parte di un disco promozionale insieme a Bodysnatchers.

## Tracce
1. House of Cards (Radio Edit)
2. Bodysnatchers

## Riconoscimenti
Ai Grammy Award 2009 House of Cards fu nominata per tre premi: "miglior performance rock di un duo o un gruppo", "miglior canzone rock" e "miglior videoclip breve".

## Classifiche
| Classifica (2008)               | Posizione massima |
| ------------------------------- | ----------------- |
| Stati Uniti (adult alternative) | 24                |